# Győrtelek
Győrtelek is een plaats (község) en gemeente in het Hongaarse comitaat Szabolcs-Szatmár-Bereg. Győrtelek telt 1739 inwoners (2001).